# Провінція Цусіма
Провінція Цусіма (яп. 対馬国; — цусіма но куні, «країна Цусіма»; 対州 — тайсю, «провінція Цусіма») — історична провінція Японії у регіоні Тюґоку на заході острова Хонсю. Відповідає острову Цусімі, що належить до сучасної префектури Наґасакі.

## Короткі відомості
Перші писемні згадки про «країну Цусіма» датуються 3 століттям. Вони містяться у китайській хроніці «Записи трьох держав». Хроніка повідомляє, що Цусіма була залежною від великої японської країни Яматай. Цусімці займалися переважно рибальством і торгували з жителями Корейського півострова та сусідніх японських островів:
У 4 — 6 столітті Цусіма служила важливим стратегічним пунктом для відправки японських військ до Кореї. Однак після поразки у битві при річці Пек (663), імператорський двір перейшов до пасивної дипломатії і острів Цусіма втратила своє стратегічне значення.
Провінція Цусіма була сформована у 7 столітті. Її адміністративний центр знаходився у сучасному місті Цусіма.
У 9 столітті провінцією керував рід Ахіру, який був замінений у 11 столітті родом Со. У 1019 році під проводом останнього місцеві самураї відбили напад чжурчженських піратів.
Під час монгольської навали у 1274 і 1281 роках провінція була двічі окупована монгольським військом. Чоловіче населення острова було перебите, а жінки — вивизені до Кореї, тогочасного васала монгольської імперії Юань, і продані в рабство.
У 14 століття уцілілі нащадки роду Со знову стали правителями острова. Вони організували піратські загони, які впродовж століття грабували узбережжя Корейського півострову. У 1419 році розгнівані корейці висадили дисант на острові Цусіма і воювали із родом Со близько місяця, але відступили. У 1443 році остров’яни уклали з корейською династією Чосон мир, за яким визнавали свій васалітет від корейських монархів, формально залишаючись під юрисдикцією японського імператора. Цусіма отримувала монопольне право на японсько-корейську торгівлю.
Під час експедицій японців у Корею у 1592 і 1597 роках провінція Цусіма грала роль стратегічної військової бази японських військ. Після поразки обох кампаній, за посередництва роду Со, було укладено вигідний для японців мирний договір.
У період Едо (1603—1867) рід Со продовжував контролювати провінцію Цусіма, був головою Цусіма-хану і монопольно вів торгівлю з корейською династією Чосон.
У результаті адміністративних реформ 1871 року провінція Цусіма була перетворена у префектуру Ідзухара, яка у 1872 році була приєднана до префектури Наґасакі.

## Повіти
- Каміаґата 上県郡
- Сімоаґата 下県郡